# Campeonato Sudamericano de Voleibol Femenino de 1977
La XII edición del Campeonato Sudamericano de Voleibol Femenino fue realizado en 1977 en la ciudad de Lima, capital de Perú.

## Campeón
| Perú           |
| Campeón        |
| PERÚ 6º título |

## Clasificación final
| Pos | Equipo    |
| --- | --------- |
| 1   | Perú      |
| 2   | Brasil    |
| 3   | Argentina |
| 4   | Chile     |
| 5   | Bolivia   |
| 6   | Paraguay  |
| 7   | Venezuela |
| 8   | Ecuador   |

| Predecesor: Paraguay 1975 | Campeonato Sudamericano de Voleibol Femenino XII edición | Sucesor: Argentina 1979 |

- Datos: Q2659698